# Río Min (Fujian)
El río Min (chino simplificado: 闽江; chino tradicional: 闽江, pinyin: Mǐnjiāng) es un río de 577 kilómetros de longitud de la provincia de Fujian, en China. Es el mayor río de la provincia.
La capital provincial, Fuzhou, se sitúa en la parte baja del río. El centro histórico está en el lado norte mientras el suburbio de Changle está en el otro lado. La ciudad es un importante puerto.

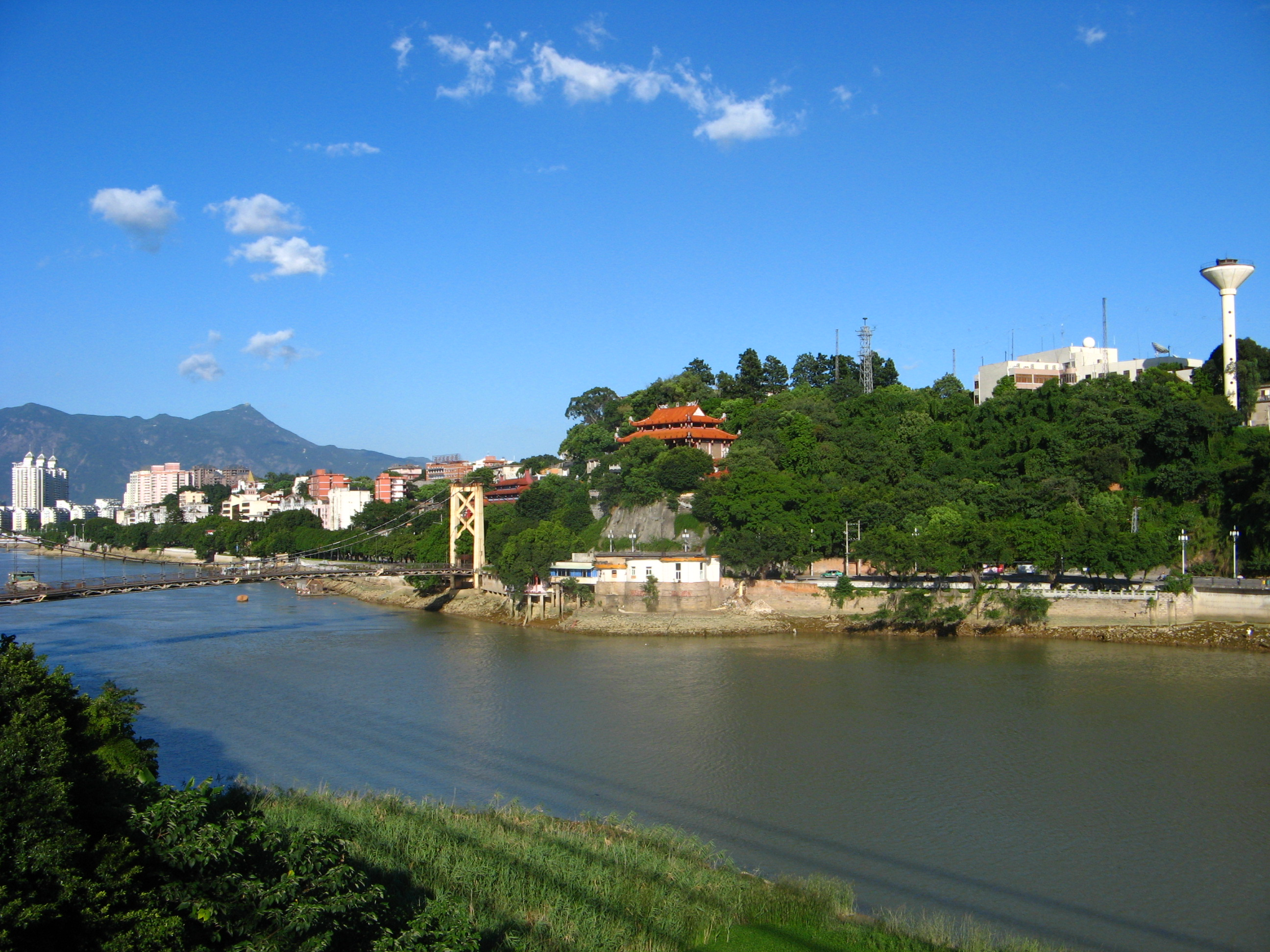

El río Min, en Fujian, no debe ser confundido con el río Min (en la provincia de Sichuan), cuyo nombre en chino está escrito con un carácter diferente (岷江).